# Dresdner Bank Polska
Dresdner Bank Polska S.A. (d. Prywatny Bank Komercyjny Leonard S.A., Bank Powierniczo-Gwarancyjny S.A.) – bank uniwersalny prowadzący w latach 1990–2006, a w latach 2006–2009 w likwidacji jako spółka prawa handlowego. Założony w Zielonce, z ostatnią siedzibą w Warszawie.

## Historia

### Prywatny Bank Komercyjny Leonard
Bank został założony w 1990 w Zielonce przez Leonarda Praśniewskiego jako Prywatny Bank Komercyjny Leonard. W zarządzie zasiadali m.in. Zdzisław Pakuła jako prezes i Bazyli Samojlik. Jednym z członków zarządu i akcjonariuszy został Siergiej Gawriłow, obywatel Belize, urodzony w Kanadzie mieszkaniec Łotewskiej SRR i Rosyjskiej Federacyjnej SRR, oskarżany o powiązania z rosyjskimi służbami specjalnymi.

### Bank Powierniczo-Gwarancyjny
W 1995 nazwę banku zmieniono na Bank Powierniczo-Gwarancyjny, a jego siedzibę przeniesiono do Warszawy. Od 1995 był przedmiotem kontroli Narodowego Banku Polskiego w zakresie struktury akcjonariatu. W tym samym roku ministrowie współpracy gospodarczej z zagranicą Lesław Podkański, a następnie Jacek Buchacz planowali przejęcie banku na rzecz Skarbu Państwa za pośrednictwem spółek giełdowych i agencji państwowych, ale plany te nie zostały zrealizowane po dymisji Buchacza.
W 1997 bank postawiono w stan likwidacji decyzją Narodowego Banku Polskiego z uwagi na utratę płynności finansowej oraz niezgodną z prawem strukturę akcjonariatu. Według NBP, Gawriłow w 1996 nabył większościowy pakiet akcji banku za pośrednictwem kilku podmiotów gospodarczych zarejestrowanych w Polsce, Niemczech, USA, Wielkiej Brytanii i na wyspie Man oraz osób prywatnych bez wymaganych przez prawo zgód na objęcie ponad 10% akcji. Mniejszościowymi akcjonariuszami były m.in. Powszechny Bank Gospodarczy, Kredyt Bank i Bank Zachodni. W toku postępowania wyjaśniającego zarząd banku kierowany przez Zdzisława Pakułę nie przedstawił wymaganych wyjaśnień, więc Generalny Inspektorat Nadzoru Bankowego podjął decyzję o postawieniu banku w stan likwidacji. Była to pierwsza decyzja tego typu po 1989 w Polsce. W wyniku jej podjęcia poszkodowanych zostało ok. 500 klientów banku.
Bank posiadał jeden oddział, przy placu Powstańców Warszawy w Warszawie.

### Dresdner Bank Polska
W 2001 bank w stanie likwidacji został kupiony przez Dresdner Bank AG i jego nazwę zmieniono na Dresdner Bank Polska.